# 卡尔-约兰·厄贝里
卡尔-约兰·厄贝里（瑞典語：Carl-Göran Öberg，1938年12月24日—），瑞典男子冰球运动员。他曾代表瑞典参加1960年、1964年和1968年冬季奥林匹克运动会冰球比赛，获得一枚银牌。